# Musée d'histoire naturelle du comté de Los Angeles
Le musée d'histoire naturelle du comté de Los Angeles (en anglais, Natural History Museum of Los Angeles County) est ouvert au public depuis 1913 sur le site d'Exposition Park à Los Angeles. Le premier bâtiment existe toujours, il a même été inscrit sur la liste des monuments historiques (Registre national des lieux historiques). Il a été plusieurs fois agrandi par l'ajout de nouvelles ailes. Il abrite plus de 33 millions de spécimens naturels et d'objets archéologiques qui couvrent plus de 4,5 milliards d'années. C'est le plus grand musée de ce type de l'Ouest américain.
Jean Delacour en a été le directeur de 1952 à 1960.

## Accès
Le musée est desservi par la station Expo Park/USC de la ligne E du métro.